# Real Madrid Baloncesto 1997-1998
Questa voce raccoglie le informazioni riguardanti il Real Madrid Baloncesto nelle competizioni ufficiali della stagione 1997-1998.

## Stagione
La stagione 1997-1998 del Real Madrid Baloncesto è la 42ª nel massimo campionato spagnolo di pallacanestro, la Liga ACB.
Grazie alla sentenza Bosman, dalla stagione precedente, le società continentali approfittarono della possibilità di schierare un numero illimitato di giocatori comunitari, e gli stessi cestisti giovarono della più ampia libertà contrattuale loro concessa.

## Roster
Aggiornato al 5 gennaio 2025.
| Real Madrid Teka 1997-98 | Real Madrid Teka 1997-98 |
| Giocatori                | Staff tecnico            |
| ------------------------ | ------------------------ |

| N. | Naz.                                          | Ruolo | Nome                | Anno | Alt.   | Peso   |  |
| -- | --------------------------------------------- | ----- | ------------------- | ---- | ------ | ------ |  |
| 4  | Jugoslavia (bandiera)                         | GA    | Dejan Bodiroga      | 1973 | 205 cm | 108 kg |  |
| 5  | Spagna (bandiera)                             | G     | Alberto Angulo      | 1970 | 196 cm | 85 kg  |  |
| 6  | Australia (bandiera) · Inghilterra (bandiera) | C     | Paul Rogers         | 1973 | 213 cm | 108 kg |  |
| 7  | Spagna (bandiera)                             | P     | Pablo Laso          | 1967 | 177 cm | 74 kg  |  |
| 7  | Spagna (bandiera)                             | C     | Antonio Bueno       | 1980 | 208 cm | 106 kg |  |
| 8  | Stati Uniti (bandiera)                        | AC    | Joe Arlauckas       | 1965 | 204 cm | 110 kg |  |
| 8  | Argentina (bandiera)                          | P     | Lucas Victoriano    | 1977 | 190 cm | 86 kg  |  |
| 9  | Spagna (bandiera)                             | P     | José Miguel Antúnez | 1976 | 183 cm | 79 kg  |  |
| 11 | Spagna (bandiera)                             | PG    | Ismael Santos (C)   | 1972 | 192 cm | 92 kg  |  |
| 12 | Russia (bandiera)                             | C     | Michail Michajlov   | 1971 | 206 cm | 109 kg |  |
| 12 | Paesi Bassi (bandiera)                        | C     | Rolf van Rijn       | 1972 | 215 cm |        |  |
| 13 | Spagna (bandiera)                             | AP    | Alberto Herreros    | 1969 | 199 cm | 98 kg  |  |
| 14 | Spagna (bandiera)                             | C     | Juan Antonio Orenga | 1966 | 206 cm | 98 kg  |  |
| 15 | Stati Uniti (bandiera) · Spagna (bandiera)    | A     | Mike Smith          | 1963 | 198 cm |        |  |
| 15 | Spagna (bandiera)                             | AG    | Carlos Rodríguez    | 1976 | 201 cm |        |  |
| 15 | Stati Uniti (bandiera)                        | AC    | Bobby Martin        | 1969 | 205 cm | 110 kg |  |
| 16 | Spagna (bandiera)                             | AP    | Lorenzo Sanz        | 1971 | 198 cm |        |  |

| Allenatore |
| - Miguel Angel Martín (fino al 24 febbraio) - Tirso Lorente (dal 24 febbraio)                                                |
| Assistente/i |
| - Tirso Lorente (fino al 24 febbraio) - Javier García (dal 24 febbraio) Legenda - (C) Capitano - (IN) Inattivo - Infortunato |

## Mercato

### Sessione estiva
| Acquisti | Acquisti    | Acquisti         | Acquisti   | Acquisti |
| R.a      | Nome        | da               | Modalità   |          |
| -------- | ----------- | ---------------- | ---------- | -------- |
| C        | Paul Rogers | Gonzaga Bulldogs | definitivo |          |

| Cessioni | Cessioni             | Cessioni       | Cessioni       | Cessioni |
| R.       | Nome                 | a              | Modalità       |          |
| -------- | -------------------- | -------------- | -------------- | -------- |
| P        | Roberto Núñez        | Real Canoe     | fine contratto |          |
| C        | Juan Antonio Morales | PAOK Salonicco | fine contratto |          |

### Dopo l'inizio della stagione
| Acquisti | Acquisti         | Acquisti           | Acquisti       | Acquisti   |
| R.       | Nome             | da                 | Data           | Modalità   |
| -------- | ---------------- | ------------------ | -------------- | ---------- |
| P        | Lucas Victoriano | Hesperia Madrid    | marzo 1998     | definitivo |
| AC       | Bobby Martin     | Rockford Lightning | aprile 1998    | definitivo |
| C        | Rolf van Rijn    | Butler Bulldogs    | 22 aprile 1998 | definitivo |

| Cessioni | Cessioni      | Cessioni   | Cessioni         | Cessioni    |
| R.       | Nome          | a          | Data             | Modalità    |
| -------- | ------------- | ---------- | ---------------- | ----------- |
| P        | Pablo Laso    | Cáceres    | 19 dicembre 1997 | rescissione |
| AC       | Joe Arlauckas | Free agent | 12 marzo 1998    | rescissione |
| A        | Mike Smith    | Free agent | 14 marzo 1998    | rescissione |